# Айкуайвенйок
Айкуайвенйок — река в Мурманской области России. Протекает по территории городского округа город Кировск с подведомственной территорией. Левый приток реки Чёрная.
Длина реки составляет 26 км.
Берёт начало на южном склоне горы Айкуайвенчорр (Хибины) на высоте 800 м над уровнем моря. Протекает по лесной, местами болотистой местности. Порожиста. Основной приток — Ловчоррйок (слева, в 9,7 км от устья). Впадает в Чёрную в 6,8 км от устья. Населённых пунктов на реке нет. Через реку перекинуто 2 автомобильных и один железнодорожный мост.

## Данные водного реестра
По данным государственного водного реестра России относится к Баренцево-Беломорскому бассейновому округу, водохозяйственный участок реки — реки бассейна Белого моря от западной границы бассейна реки Йоканга (мыс Святой Нос) до восточной границы бассейна реки Нива, без реки Поной, речной подбассейн реки отсутствует. Речной бассейн реки — бассейны рек Кольского полуострова и Карелии.
Код объекта в государственном водном реестре — 02020000212101000008650.